# 1001 byggnader du måste se innan du dör
1001 byggnader du måste se innan du dör (engelska: 1001 Buildings You Must See Before You Die) är en bok som utgavs första gången 2007. Byggnaderna presenteras i kronologisk ordning och artiklarna är ofta illustrerade. Den engelska originalupplagan under redaktion av Mark Irving har bidrag från flera erfarna arkitekturskribenter. Det svenska urvalet har gjorts av Fredric Bedoire, professor i arkitekturhistoria.
Boken guidar läsaren genom världshistoriens arkitektur, från de första pyramiderna fram till samtida moderna byggnader. Här återfinns alltifrån välbekanta byggnadsmonument till mer okända byggnader världen över, med exempel som Cheopspyramiden, Parthenon, Colosseum, Hagia Sofia, Notre-Dame de Paris, Lutande tornet i Pisa, Peterskyrkan, Taj Mahal, Skoklosters slott, Sommarpalatset i Peterhof, Kina slott, Versailles, Stockholms stadshus och Kubiska husen.